# Sanxing (Yilan)

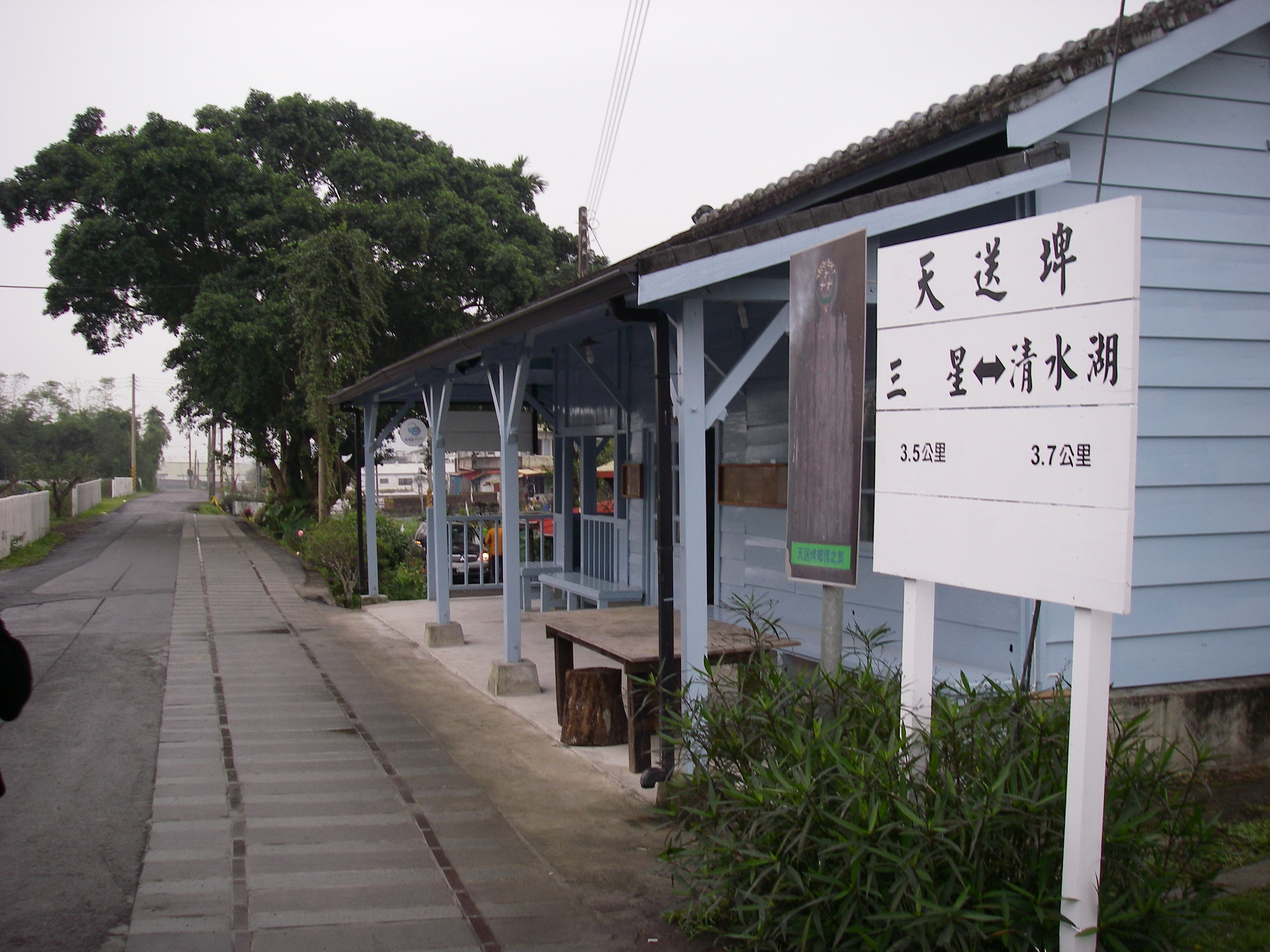
La estación preestablecida de ferrocarril de Tien-Song-Pi en Sanxing.

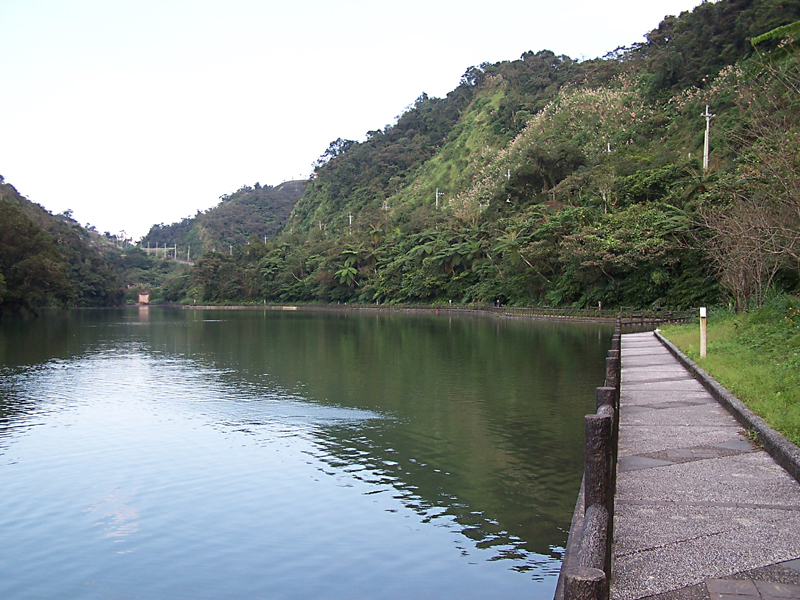
Lago de Changpi.

Sanxing (chinos tradicionales: 三星; pinyin: Sānxīng; Wade-Giles: San-hsing; taiwanés: Saⁿ-chheⁿ/chhiⁿ; hakka: Sâm-sên-hiông) es uno de los ocho municipios rurales del Condado de Yilan de Taiwán. El pueblo está situado en el centro de Yilan, o en el oeste del Plano de Lanyang (蘭陽平原).
Sanxing es famoso por la cebolleta y la pera de buena calidad cultivada en el plano aquí y delicioso cerdo frito o Bu Rou (卜肉) en chino. La pera cultivada en Sanxing se llama la Pera de General (上將梨) porque los caracteres chinos de Sanxing significa tres estrellas como la insignia de General.

## Atracciones
- Lago de Changpi  (長埤湖)
- Templo de Yuh-Tzuen (草湖玉尊宮)
- Zona de Belleza Paisajística del Río Annon (安農溪分洪堰風景區)
- Estación Antigua de Tien-Song-Pi (天送埤懷古車站)
- Museo de Cebolleta y Ajo (蔥蒜館)
- Festival de Cebolleta y Ajo (蔥蒜節)
- Charcas Geotérmicas de Qing-Shui (清水地熱)